# Fraisses
Fraisses är en kommun i departementet Loire i regionen Auvergne-Rhône-Alpes i centrala Frankrike. Kommunen ligger i kantonen Firminy som tillhör arrondissementet Saint-Étienne. År 2022 hade Fraisses 3 825 invånare.

## Befolkningsutveckling
Antalet invånare i kommunen Fraisses
| Referens: INSEE |